# Porricondyla bifurcata
Porricondyla bifurcata är en tvåvingeart som beskrevs av Boris Mamaev 1963. Porricondyla bifurcata ingår i släktet Porricondyla och familjen gallmyggor.
Artens utbredningsområde är Uzbekistan. Inga underarter finns listade i Catalogue of Life.